# Київ (телеканал)
«Київ» або «Київ24.news» (також «Київ TV» з 12 грудня 2012 до 19 серпня 2019 року) — український комунальний телевізійний канал, заснований 1995 року. Засновник — Київська міська рада.

## Історія
Ідея створення київської міської телекомпанії з'явилася під час керівництва столицею України Іваном Салієм, проте реалізована ця ідея була вже за Леоніда Косаківського.
На початку літа 1995 року Національна рада з питань телебачення та радіомовлення ухвалила, що на 30 київському телеканалі повинна транслюватися «програма місцевого мовлення». Саме тоді й було створено ТРК «Київ», яка й претендувала на право отримання ліцензії на 30-й телеканал, де цього вже мовив телеканал «ТЕТ».
ТРК «Київ» декларувала своє бажання створити на цій частоті міський канал, який би інформував киян про політичні, культурні, спортивні та інші події, що відбуваються в столиці. Своє бажання створити такий канал вони мотивували тим, що 30-та частота ще в радянські часи планувалася як канал для мовлення Київської телепрограми.
21 серпня 1995 року в етер 30 телеканалу вийшли перші передачі виробництва ТРК «Київ», позначені на екрані логотипом, що становив собою стилізоване зображення листка каштана, в який було вписано слово «Київ».
Етер між ТРК «Київ» і «ТЕТ» поділили у шаховому порядку блоками по чотири години. Тобто, якщо в один день вранці мовить «Київ», а у вечері «ТЕТ», то на наступний день вони міняються місцями (єдине виключення, новини «СІТ-30» від «TV Табачук» виходили у стабільний час щовечора о 20:30 в рамках програм телекомпанії «ТЕТ»).
В перші місяці мовлення етер телеканалу нічим тоді не відрізнявся від тодішніх київських мовників — художні й документальні фільми, мультфільми, музичні програми та рекламні блоки. З власних передач виходили «Хрещатик, 36» (огляд столичних новин і подій в держадміністрації) та «Що? Де? По чому?» (економічна програма, з якої можна було дізнатися про ціни на київських ринках і магазинах).
З 1995 до 2020 роки студія ТРК «Київ» розташовувалась на Хрещатику, 5-б. Нині вона розташовується по адресі Глибочицька вулиця, 17-М.
2001 року Нацрада оголосила конкурс на 42 канал в Києві, на який мав перейти один із мовників 30 каналу. Але оскільки 42 ТВК раніше не використовувався в етері, а потужність передавача була обмежена 10 кіловатами (на 30 ТВК було 20 кВт), то жодна з телекомпаній не погоджувалась на переїзд. І тільки наприкінці червня 2003 року «ТЕТ» та ТРК «Київ» уклали джентльменську угоду — «ТЕТ» погодився піти з 30 ТВК за умови проведення обома телекомпаніями модернізації передаючого обладнання на КРРТ (встановлення нової передаючої антени, яка була б ідеально пристосована для передачі в етер 42 ТВК, а також заміна застарілого передавача на 30 ТВК), а до того часу вони мали продовжувати спільне мовлення на одній частоті.
4 квітня 2002 року Національна рада України з питань телебачення та радіомовлення прийняла рішення скасувати ліцензію ТРК «Київ» на мовлення у зв'язку з несплатою місячного збору та передала частоту телеканалу «ТЕТ». 12 квітня співробітники телеканалу влаштували акцію протесту біля будівлі Нацради. Голова Києва Олександр Омельченко назвав дане рішення політично мотивованим, додавши, що воно прийняте на користь олігархів. За даними Бі-Бі-Сі, скасування ліцензії ТРК «Київ» було пов'язане з протистоянням Омельченка та Григорія Суркіса, який володів часткою телеканалу «ТЕТ» і поступився кріслом київського мера на виборах 1999 року. Відмову видачі ліцензії телеканалу «Київ» засудила Національна спілка журналістів України та «Репортери без кордонів». У серпні 2001 року Київський арбітражний суд зобов'язав Нацраду повернути ТРК «Київ» ліцензію на мовлення.
У мережі кабельного телебачення «Воля-кабель» телекомпанії «ТЕТ» та ТРК «Київ» розділилися на окремі канали вже з 18 серпня 2003 року. Того ж дня обидва телеканали перейшли до цілодобового мовлення. В етер по 30 каналу, як і раніше, йшов «мікс» із двох телекомпаній, що ділили канал за принципом шахової дошки, а абоненти кабельного телебачення від «Волі» вже дивилися два окремі повноцінні канали: «розширений» варіант ТРК «Київ» приходив на «Волю» по кабелю, а «ТЕТ» у повному обсязі приймався зі супутника.
У грудні 2003 року ТРК «Київ» та «ТЕТ» почали мовлення на окремих частотах («ТЕТ» на 42 ТВК, а «Київ» на 30 ТВК).
Згодом, освоївши 30-й київський телеканал, ТРК «Київ» почала транслювати свій сигнал через супутник — для бажаючих приймати програми київського муніципального телеканалу за межами зони мовлення передавача, а також — щоб ретранслювати свої передачі у кабельних мережах.
У листопаді 2008 року телеканал вирішив розширити формат новинного мовлення та збільшити штат співробітників служби новин.
У листопаді 2010 року Національна рада з питань телебачення та радіомовлення відмовила у продовженні ліцензії на мовлення телеканалу «Київ». Серед причин такого рішення значилася трансляція реклами енергетичних пірамід «Ю-Шинсе», несертифікованого медичного препарату «Шилентин», великої кількості програм за участю магів, провидців, віщувальників долі, наявність вікторин та інтерактивних ігор, які члени Нацради описали як передачі «сумнівної якості з яскравим присмаком шахрайства».
У липні 2011 року депутати Київської міськради реорганізували комунальне підприємство «Телерадіокомпанія „Київ“» на комунальне підприємство Київської міської ради «Телекомпанія „Київ“». Згідно нового статуту каналу, затвердженого у листопаді 2011 року, КМДА передало телекомпанію в управління преси та інформації.
У грудні 2012 року телеканал змінив назву на «Київ TV». Формат каналу з інформаційно-розважального з кінопоказом було змінено на інформаційно-просвітницький з кінопоказом. Телеканал отримав слоган «Канал європейської столиці».
У січні 2014 року, під час Євромайдану, керівництво каналу заявило про захоплення приміщення та початок мовлення з резервного обладнання.
У липні 2014 року постійна комісія Київради з питань інформаційної політики та реклами підтримала проект рішення «Про створення суспільного каналу Києва», яке передбачало перетворення телеканалу на «Суспільне телебачення Києва».
З початку російського вторгнення 24 лютого 2022 року канал «Київ» розпочав марафон під назвою «Київ тримає УДАР» (від назви політичної сили мера столиці Віталія Кличка УДАР). Також в етері є і інші інформаційні програми власного виробництва, а також щоночі з 1:00 до 6:00 транслюється всеукраїнський марафон «Єдині новини».

## Логотипи
| Логотип | Опис |
| ------- | --- |
|         | З 21 серпня 1995 до 2003 року логотип мав вигляд стилізованого каштанового чотирилистника з написом «Київ» у правій верхній частині. Знаходився у лівому верхньому куті. |
|         | З 2003 до грудня 2012 року логотип був схожий на попередній, але чотирилистник був перевернутим і напис «Київ» був унизу, а над ними була синя дуга. Знаходився у лівому верхньому куті. |
|         | З грудня 2012 до серпня 2019 року логотип мав вигляд напису «Київ TV», де крапки над «ї» були стилізовані у вигляді каштанового листя. В етері був білого кольору та знаходився у лівому верхньому куті. |
|         | З серпня 2019 до лютого 2020 року логотип мав вигляд білого напівпрозорого круга з прозорим зображенням гілочки каштана з п'ятьма листками, під кругом був напис «КИЇВ». Знаходився у правому верхньому куті. |
|         | З лютого до травня 2020 року логотип був схожий на попередній, але зображення листків каштану було дещо змінено і нахилено вліво, а напис «КИЇВ» був праворуч. Був білого кольору та напівпрозорим, знаходився у правому верхньому куті. |
|         | З травня 2020 року був той же логотип, але на помаранчевій смузі, знаходився там само, був непрозорим. |
|         | Також у 2020 році під час деяких програм використовувався логотип, де листя каштану та напис "КИЇВ" розташовувались на фоні помаранчевого квадрату і були один над одним. Знаходився у правому нижньому куті. |
|         | З початку 2021 року і до листопада логотип мав вигляд помаранчевого квадрата, в якому було зображення листя каштану, а праворуч був напис «КИЇВ» на прозорому фоні. Знаходився у лівому верхньому куті. |
|         | З листопада 2021 до січня 2023 року логотип був схожий на попередній, але відрізнявся тим, що зображення листків каштану в квадраті було обрізаним з лівої та нижньої сторони. Був білого кольору, напівпрозорий. Знаходився у лівому верхньому куті. З другої половини 2022 року був непрозорий та анімований: квадрат рухався навколо своєї осі. Також змінилась кольорова гамма оформлень каналу: з листопада вона замість помаранчевої стала рожевою. |
|         | З січня по 12 травня 2023 року логотип був білий непрозорий напис «КИЇВ». Спочатку він був анімований: щопівхвилини біля слова «КИЇВ» з'являлася жирна рожева крапка, після чого напис розпадався на шматочки, зникав і знову з'являвся. Згодом анімацію прибрали. |
|         | З 13 травня 2023 року логотип має вигляд слова «КИЇВ», де буква «В» вмальована в підвколо. Логотип білого кольору, непрозорий, знаходиться у лівому верхньому куті. |
|         | Додатковий логотип з 13 травня 2023 року. |

## Програми
- «Київ. Головне»
- «Київ тримає удар. Марафон»
- «Головне з Богданом Буткевичем»
- «БЕБ. Дайджест»
- «ІПсО»[23]

### Архівні програми

#### Програми, що виходили у прямому етері
- Депутатська приймальня — у прямому етері консультують лікар та юрист — ведучий блоку «Юридична консультація» Олексій Шевчук. Гостями студії є депутати Київради
- СТН — Столичні Телевізійні Новини
- СТН-Тижневик — підсумкова інформаційна програма
- Тижневик-Спорт — підсумкова спортивна програма
- На часі — Столичні високопосадовці, представники громадськості, фахівці обговорюють актуальні теми з життя столиці
- Київ-LIVE — Політики, експерти та високопосадовці підсумовують найважливіші події доби
- День у мегаполісі
- Ранок по-київськи — щоденна інформаційно-розважальна програма

#### Іміджеві програми телеканалу
- «Служба порятунку»
- «Київські історії»
- «Місто добра»
- «Прогулянки містом»
- «Життєві історії»
- «Мультляндія»

## Ведучі
- Ілона Довгань
- Юлія Боднар
- Євгенія Золотоверха
- Сергій Смальчук
- Сергій Одаренко
- Олеся Турчин
- Слава Соломка
- Олеся Кобзар
- Тарас Кобзар
- Анастасія Красніцька
- Андрій Рудий
- Максим Прокопенко
- Андрій Джеджула[24]

## Журналісти
- Ірина Ніколенко (міжнародна оглядачка)
- Ірина Кушнір (військова оглядачка)
- Вікторія Кісільова (військова оглядачка)
- Богдан Бур'яненко (репортер на виїзді)
- Святослав Тромса (репортер на виїзді)

## Супутникове мовлення
| Супутник         | Стандарт | Частота | Символьна швидкість | Поляризація       | FEC | Формат зображення | Кодування |
| ---------------- | -------- | ------- | ------------------- | ----------------- | --- | ----------------- | --------- |
| Astra 4A (4,8°E) | DVB-S2   | 12073   | 30000               | H (горизонтальна) | 2/3 | MPEG-4            | FTA       |